# Трон (фільм)
«Трон» (англ. Tron) — американський науково-фантастичний фільм Стівена Лісбергера, який вийшов у 1982 році.
Сюжет розповідає про програміста Кевіна Флінна, що прагне викрити зловмисника, котрий привласнив його розробки. Флінн планує використати для цього програму «Трон» і потрапляє до віртуальної реальності, де править штучний інтелект «Майстер-контроль». Флінн об'єднується з дружніми програмами аби подолати цього тирана і повернутися в реальність.
У 2010 році вийшло продовження під назвою «Трон: Спадок».

## Сюжет
Кевін Флінн — молодий і обдарований програміст, що працює на мегакорпорацію ENCOM. Хлопець створює новаторські відеоігри для аркадних автоматів, однак головний виконавець, Ед Діллінджер, нахабно привласнив авторство і отримав належні Кевіну гонорари й кар'єрне зростання. Аби відновити справедливість, Флінн вирішує знайти файл, схований на такий випадок, який доведе хто є справжній автор.
Тим часом у головному комп'ютері ENCOM існує віртуальна реальність, де загадковий «Майстер-контроль» влаштовує незаконні бої, кидаючи на гладіаторську арену програми, які вірять, що не вони самі приймають рішення, а це роблять користувачі з реальності. Серед таких опиняється Флінова хакерська програма «Клу» (CLU, Codified Likeness Utility), та її схоплюють при спробі втечі з арени. «Майстер-контроль» вимагає від «Клу» видати ім'я її користувача, той відмовляється і програму стирають, тож Фліну не вдається отримати потрібні дані.
Ед Діллінджер дізнається від створеного ним штучного інтелекту ENCOM на ім'я «Майстер-контроль» (MCP — Master Control Program), що Флінн шукає файл. Тому він забороняє програмісту доступ до комп'ютерної мережі ENCOM, нібито остерігаючись хакерів. «Майстер-контроль» розповідає Еду свій план зламати мережу Пентагона та правити світом. Він погрожує оприлюднити файл, якщо Ед не виконуватиме все, що накаже «Майстер-контроль». У цей час колишній глава ENCOM Волтер Гіббс працює над способом оцифровки предметів з допомогою лазера.
Колега Флінна, Лора, здогадується, що Ед краде його програми, та йде з Флінном до залу аркадних автоматів аби розважитись. Вони зустрічаються з другом Аланом, якому Алан розповідає як Діллінджер привласнив його розробки. Алан говорить йому про свою нову програму «Трон», здатну обійти захист «Майстер-контроля». Флінн, Лора та Алан вночі проникають до офісу, де Флінн запускає «Трон». «Майстер-контроль» фіксує це та вмикає лазер, що переносить Флінна до віртуального світу.
«Майстер-контроль» наказує розпоряднику боїв «Сарку» відправити Флінна на смерть на арені. «Сарк» видає новачкам диски, куди записуються всі їхні досягнення, та тренує їх у фантастичних видах спорту, котрі придумав для ігор Флінн. Програміст видає себе за рядову програму, втім інші підозрюють, що він має якусь таємницю. Він розуміє, що програми дуже схожі за виглядом і характером до своїх творців. Його виставляють на бій проти програми «Кром», Флінн відмовляється її знищити, тоді це робить «Сарк».
На одному з тренувань Флінн бачить «Трона», котрий каже, що хоче потрапити до вежі «Майстер-контроля» та знищити його, щоб програми знову могли спілкуватися зі своїми користувачами. Під час перегонів на мотоциклах Флінн, «Трон» та бухгалтерська програма «Рам» тікають. «Сарк» посилає навздогін танки, Флінн і «Рамом» розділяються з «Троном» та переховуються в каньйоні. Коли вони лягають відпочити, Флінн мимоволі відновлює розбитий літальний апарат «Опізнавач», на якому летить на пошуки «Трона». «Рам» дорогою розуміє, що Флінн — це користувач, але помирає від ран.
Флінн досягає міста, де його апарат розбивається біля вежі «Майстер контроля». «Трон» до того часу опинився там же і зустрічає дизайнерську програму «Йорі», створену Лорою, з якою прямує до своєї мети. Їхній шлях перепиняє сфінкс «Дюмон» — програма-фаєрвол Волтера. Він пропускає «Трона» до вежі, де той крізь промінь отримує від Алана на свій диск інформацію, потрібну для знищення «Майстер-контроля». «Дюмон» радить кинути цей диск у ядро програми.
«Трон» з «Йорі» та Флінном, попри переслідування «Сарка», захоплюють летючий вітрильник, на якому прямують вздовж променя в ядро «Майстер-контроля». Тоді «Майстер-контроль» погрожує перетворити «Сарка» на програму-калькулятор за його невдачу. «Сарк» посилає навздогін «Опізнавачів», а «Майстер-контроль» зупиняє промінь. Проте Флінн спрямовує вітрильник на інший промінь. Невдовзі їх перехоплює корабель «Сарка», захоплює Флінна з «Йорі», а «Трона» імовірно знищує.
Коли корабель прилітає до ядра, вцілілий «Трон» вирушає слідом за «Сарком» на шаттлі. Він сходиться з «Сарком» у поєдинку й долає його, але «Майстер-контроль» посилює «Сарка», перетворивши його на велетня. Флінн спрямовує вітрильник на ядро «Майстер-контроля» та пробиває його захист. Кидком диска «Трон» перетворює «Майстер-контроля» на шахову програму, котрою він був спочатку. Віртуальний світ звільняється від гніту, а для Флінна відкривається портал у реальний світ. Запускається файл, що виводить в усіх іграх, створених Флінном, повідомлення про їх справжнього творця.
Флінн стає новим головним виконавцем ENCOM та зустрічає Алана й Лору на даху штаб-квартири корпорації, де за ними прилітає гвинтокрил.

## У ролях
| Актор                 | Роль                                              |
| --------------------- | ------------------------------------------------- |
| Джефф Бріджес         | Кевін Флінн / Клу                                 |
| Брюс Бокслейтнер      | Алан Бредлі / Трон                                |
| Девід Ворнер          | Ед Діллінджер / Сарк / програма «Майстер-контрол» |
| Сінді Морган          | Лора / Йорі                                       |
| Барнард Г'юз          | доктор Волтер Гіббс / Дюмон                       |
| Ден Шор               | Рам / співробітник Попкорн                        |
| Пітер Юрасік          | Кром                                              |
| Тоні Стефано          | Пітер / лейтенант Сарк                            |
| Крейг Чьюді           | воїн 1                                            |
| Вінс Дедрік молодший  | воїн 2                                            |
| Сем Шатц              | воїн експерт                                      |
| Джексон Боствік       | керівник охорони                                  |
| Девід С. Касс старший | охорона заводу                                    |
| Джералд Бернс         | охоронець 1                                       |
| Боб Нілл              | охоронець 2                                       |
| Тед Вайт              | охоронець 3                                       |
| Марк Стюарт           | охоронець 4                                       |
| Майкл Сакс            | охоронець 5                                       |
| Тоні Брубейкер        | охоронець 6                                       |
| Чарлі Пічерні         | командир танка                                    |
| П'єр Війомьє          | навідник танка 1                                  |
| Ерік Корд             | навідник танка 2                                  |
| Лойд Кетлетт          | новобранець 1                                     |
| Майкл Дудікофф        | новобранець 2                                     |